# Dream High
Dream High er en sydkoreansk tv-drama/serie på 16 episoder. Hovedrollerne spilles af henholdsvis Bae Suzy (Go Hye-mi), Kim Soo-hyun (Song Sam-dong), Ok Taec-yeon (Jin-guk/Hyun Shi-hyuk), Ham Eun-jung (Yoon Baek-hee), Jang Woo-young (Jason) og IU (Kim Pil-sook).